# یوروپین مگزین
یوروپین مگزین (گاهی اوقات به عنوان مجله اروپایی شناخته می‌شود) یک مجله ماهانه بود که در لندن منتشر می‌شد. هشتاد و نه جلد نیمه سالانه از سال ۱۷۸۲ تا ۱۸۲۶ منتشر شد. این مجله به عنوان مجله اروپایی و لندن ریویو در ژانویه ۱۷۸۲ راه‌اندازی شد و وعده ارائه «ادبیات، تاریخ، سیاست، هنر، آداب و سرگرمی‌های عصر» را داد. این مجله در رقابت مستقیم با مجله جنتلمن بود و در سال ۱۸۲۶ جذب مجله ماهانه شد.
اندکی پس از راه‌اندازی یوروپین مگزین، سردبیر مؤسس آن، جیمز پری، مالکیت را به محقق شکسپیر، آیزاک رید و شرکای او جان سیول و دانیل بریتویت، که در دو دهه ابتدایی انتشار  یوروپین مگزین را هدایت می‌کردند، سپرد.
مقالات و سایر مشارکت‌های مجله با حروف اول یا نام مستعار منتشر شده‌اند و تا حد زیادی ناشناس باقی مانده‌اند. محققان بر این باورند که مشارکت‌ها شامل اولین شعر منتشر شده توسط ویلیام وردزورث (۱۷۸۷) و اولین چاپ سرود شناخته شده " ای سانکتیسیما " که سرود محبوب دریانوردان سیسیلی (۱۷۹۲) است.

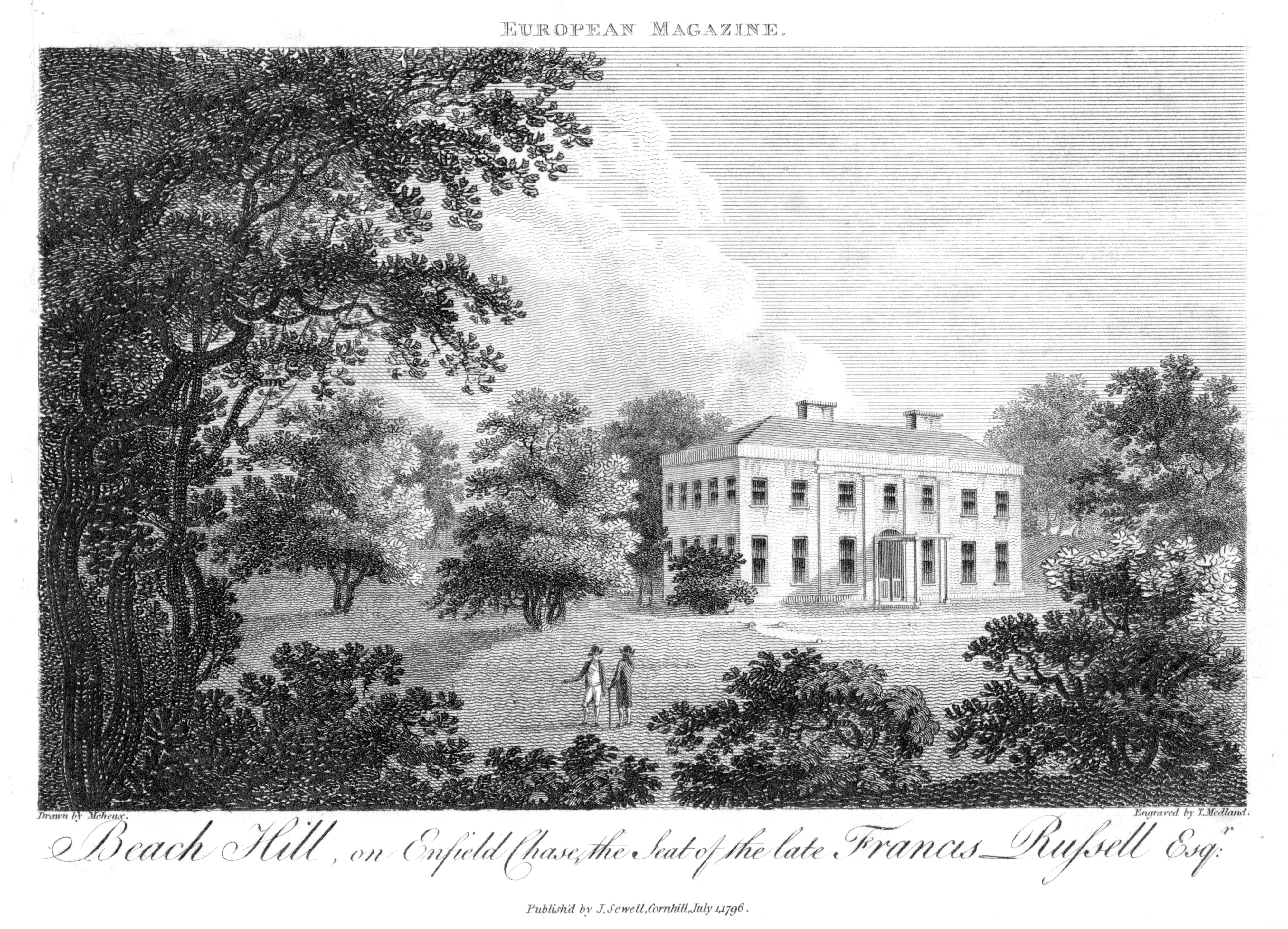
پارک بیچ هیل، همان‌طور که در مجله اروپایی، ۱۷۹۶ نشان داده شده است.